# 克宁
克宁是克罗地亚西贝尼克-克宁县的一个镇，位于达尔马提亚内陆克尔卡河源头，人口15,190人（2001年）。
克宁曾是中世纪克罗地亚国家和塞尔维亚克拉伊纳共和国的首都。